# محمد البكار
محمد البكار (بالإنجليزية: Mohammed El-Bakkar)‏ (و. 1913 –ت. 1959 م) هو مغني وملحن وعازف عود وقائد اوركسترا لبناني.
ولد في لبنان شارك في الأفلام المصرية وعرف بأدواره الكوميدية، وأعد الموسيقى التصويرية لها أيضا منها «نادوجا»، «قتلت ولدي» وقلبى وسيفى الذي شارك فيه بدور البطولة. وانتقل إلى الولايات المتحدة الأمريكية في عام 1952 وعاش في بروكلين. توفي بنزيف دماغي في 8 سبتمبر 1959، عن عمر يناهز 46 عاما، بعد أن انهار أثناء أدائه في مهرجان أمريكي لبناني سنوي في لينكولن بولاية رود آيلاند.

## روابط خارجية
- محمد البكار على موقع IMDb (الإنجليزية)
- محمد البكار على موقع ميوزك برينز (الإنجليزية)
- محمد البكار على موقع قاعدة بيانات برودواي على الإنترنت (الإنجليزية)
- محمد البكار على موقع ديسكوغز (الإنجليزية)
- محمد البكار على موقع قاعدة بيانات الفيلم (الإنجليزية)